# Clyde King
Clyde Whitlock King (Montezuma, Iowa, 6 de setembre de 1898 - Mill Valley, Califòrnia, 20 d'agost de 1982) va ser un remer estatunidenc que va competir a començaments del segle xx.
El 1920 va prendre part en els Jocs Olímpics d'Anvers, on guanyà la medalla d'or en la competició del vuit amb timoner del programa de rem.
El 1922 es va graduar a l'Acadèmia Naval dels Estats Units i va servir, amb el rang contraalmirall, durant la Segona Guerra Mundial i la Guerra de Corea.